# Inazawa
Inazawa (Japans:稲沢市, Inazawa-shi) is een stad in de Japanse prefectuur Aichi. De oppervlakte van deze stad is 79,30 km² en eind 2009 had de stad bijna 137.000 inwoners.
Door de stad lopen de rivieren Gojogawa, Nikkogawa en Kisogawa.

## Geschiedenis
Na de Taika-hervormingen (645 werd Inazawa de hoofdstad van de voormalige provincie Owari.
In de Naraperiode werd in opdracht van keizer Shomu een boeddhistische tempel in Inazawa gebouwd.
In de Edoperiode was Inazawa een halteplaats op de Mino-ji, een verbinding tussen de Nakasendo en de Tokaido.
In 1875 werd het dorp Inazawa samengevoegd met het dorp Ozawa en dit fusiedorp Inazawa (稲沢村, Inazawa-mura) werd bij de invoering van het gemeentesysteem in 1889 de gemeente Inazawa (稲沢町, Inazawa-chō).
Op 10 juni 1906 en 15 april 1955 werd Inazawa uitgebreid door samenvoeging met 7 respectievelijk 3 omliggende dorpen.
Inazawa werd op 1 november 1958 een stad (shi).
Op 1 april 2005 ontstond na de samenvoeging met de gemeentes Sobue (祖父江町, Sobue-chō) en Heiwa (平和町, Heiwa-chō) het huidige Inazawa.

## Verkeer
Inazawa ligt aan de Tokaido-hoofdlijn van de Central Japan Railway Company en aan de Nagoya-hoofdlijn en de Bisai-lijn van Meitetsu (Nagoya Spoorwegmaatschappij).
Inazawa ligt aan de Meishin-autosnelweg, aan de nationale autoweg 155 en aan de prefecturale weg 65.

## Economie
Inazawa is bekend door de boomkwekerijen en de productie van Japanse notenboomvruchten (ginkgo).

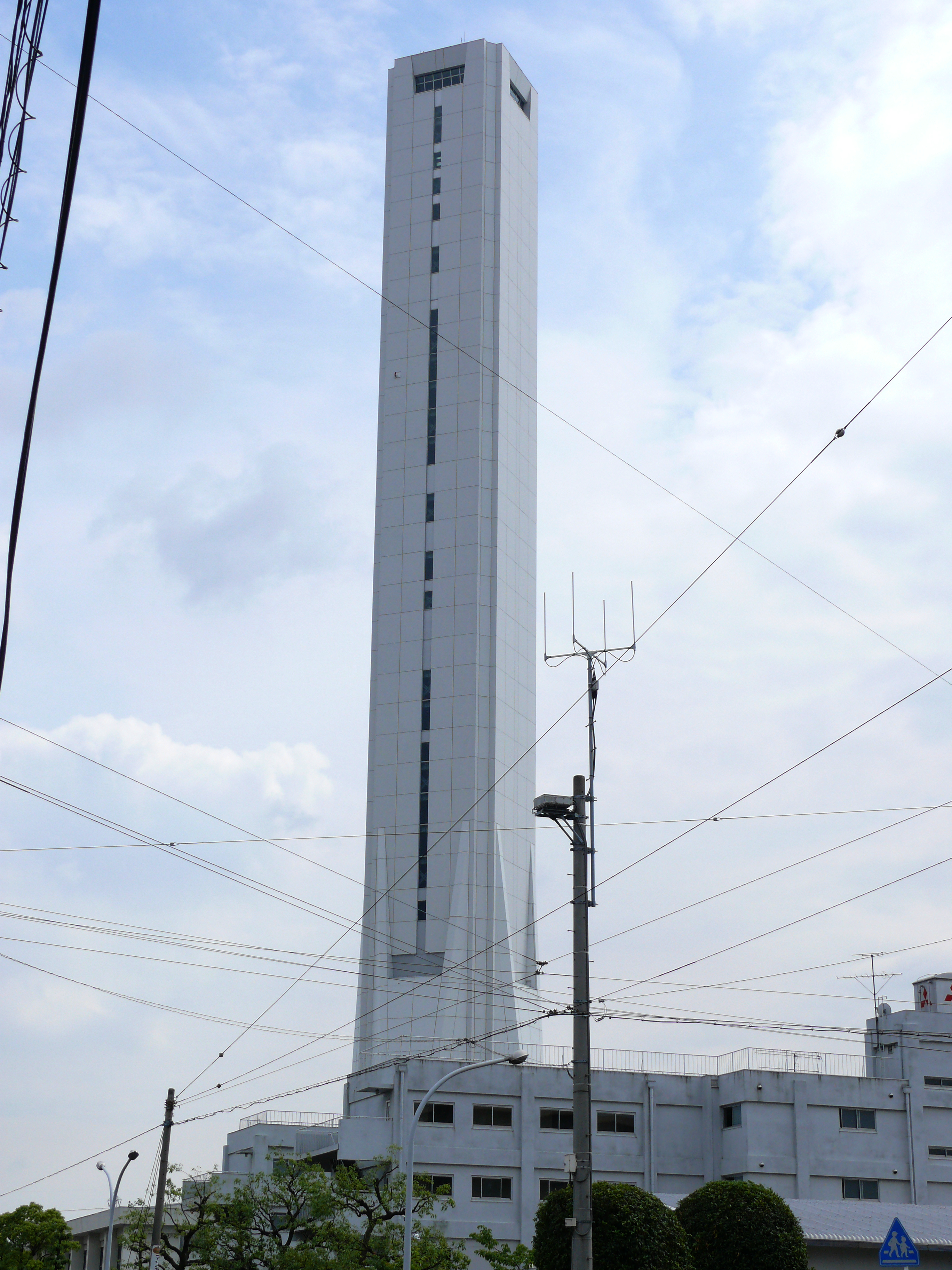
Solaetoren

## Bezienswaardigheden
- Solaetoren (173 m), de hoogste lift-test-toren ter wereld, eigendom van Mitsubishi Electric.[2]
- Hadaka-festival, dit "naaktfestival" gaat terug op een verdrijving van en epidemie; op weg naar het Konomiyaschrijn proberen naakte mannen de 'heilige man' aan te raken.
- Kiso Sansen, het Drie rivieren natuurgebied.
- Talloze tempels en jinja's, zoals de Kokubunji Owari-tempel.

## Partnersteden
Inazawa heeft een stedenband met
- Olympia, Griekenland, sinds 22 augustus 1987
- Chifeng, China, sinds 16 mei 1989

## Geboren in Inazawa
- Takanori Ogisu (荻須 高徳, Ogisu Takanori), figuratief schilder die vooral in Frankrijk werkte en daar bekend was als Takanori Oguiss

## Aangrenzende steden
- Ichinomiya
- Kiyosu
- Aisai
- Kitanagoya
- Hashima
- Kaizu